# Entfesselte Elemente
Entfesselte Elemente ist ein US-amerikanisches Stummfilmdrama aus dem Jahr 1926 von Henry King mit Ronald Colman, Vilma Bánky und dem jungen Gary Cooper in den Hauptrollen, für den es die erste große Filmrolle war. Die Geschichte basierte auf dem Roman The Winning of Barbara Worth von Harold Bell Wright, welcher wiederum eine Dramatisierung der realen Ereignisse darstellt, die zwischen 1905 und 1907 den kalifornischen Saltonsee entstehen ließen.

## Handlung
Barbara Worth ist ein Waisenkind, seitdem ihre Eltern einst als Siedler bei der Durchquerung einer kalifornischen Wüste ums Leben kamen. Sie wurde von Jefferson Worth gerettet, adoptiert und aufgezogen. Worths Traum ist es, eines Tages durch ein eigenes Bewässerungskonzept die Wüste zu kultivieren und ihr damit den Schrecken zu nehmen. Fünfzehn Jahre später kommt Willard Holmes, der von der Westküste stammende Chefingenieur des Unternehmens seines skrupellosen Stiefvaters James Greenfield, in die Gegend. Holmes plant, den Colorado River umzuleiten, um die Wüste eines Tages ergrünen zu lassen. Bei seiner Aufgabe lernt er Barbara kennen, und beide verlieben sich ineinander. Doch auch ein anderer, jüngerer Mann buhlt um die Gunst der schönen Barbara: Der schlaksige, grundentspannte Cowboy Abe Lee, ein junger Mann aus der Gegend, zeigt Interesse an ihr. Im Lauf der Geschichte muss er jedoch erkennen, dass sie ihm lediglich brüderliche Gefühle entgegenbringt.
Willard Holmes hat alle Hände voll zu tun, sein Projekt umzusetzen. Mr. Greenfield weigert sich, weiteres Geld für die Sicherung des Wasserprojekts zu investieren. Er will lediglich einen möglichst billigen Zulauf des Colorados Rivers in die Wüste ermöglichen und die Siedler so weit wie irgend möglich finanziell schröpfen. Durch den unverantwortlichen Sparkurs Greenfields und dessen Habgier kommt es schließlich zur unausweichlichen Katastrophe. Nachdem sich die Projektarbeiter geweigert haben, ihre Tätigkeit fortzusetzen, setzt eine enorme Flut alles unter Wasser und kostet zahlreiche Menschenleben. Heldenmütig versucht Willard, im Einklang mit Abe Lee, zu retten was zu retten ist. Barbara ist von seiner Tatkraft beeindruckt. Er verspricht, nach getaner Arbeit zu Barbara zurückzukehren, um sie zu heiraten. Vorher aber will der Ingenieur mit einem Dammbau den Colorado gezähmt, für die Bewässerung der Wüste genutzt und diese zu einem blühenden Paradies umgestaltet haben.

## Produktionsnotizen
Die Dreharbeiten zu Entfesselte Elemente entstanden im kalifornischen Imperial Valley sowie Black Rock Desert von Nevada, begannen Anfang Juni 1926 und endeten zum Monatsabschluss September desselben Jahres. Die Uraufführung war am 14. Oktober 1926 in Los Angeles, die Deutschlandpremiere fand im April 1927 statt.
Carl Oscar Borg gestaltete die Filmbauten, Ned Mann die optischen Spezialeffekte.

## Kritiken
Variety befand: “Eine solche Geschichte zu erzählen und neben dem Anspruch des Autors, Unterhaltung zu ermöglichen, ist keine Kinderaufgabe. King hat eine wundersame Aufgabe erfüllt. Das Erzählen der Geschichte war natürlich die große Sache. Über die ziselierte der Handlung einen Wüstensandsturm zu stülpen und dann den Fortschritt der Aufarbeitungsarbeiten und die Zerstörung durch fehlerhafte Konstruktion enden zu lassen, war eine anstrengende Arbeit, die gut ausgeführt wurde.”
„Es ist als Vorteil dieses Films zu buchen, dass dessen Sensation nicht im letzten einer Reihe von banalen Akten auftritt, sondern der Film schon vom Anfang an über eine, wenn auch nicht neue, so doch spannende und interessante Handlung verfügt, wie auch Darstellung und Photographie sehr gut zu nennen sind. Die Sensation ist ausgedehnter und größer angelegt als sonst und erinnert lebhaft an die gegenwärtigen Berichte der Überschwemmungen am Mississippi.“
Halliwell’s Film Guide schrieb: „Eine Action-Romanze, die man vergessen kann. Ein Riesenerfolg damals aufgrund des Flutsequenz-Höhepunkts, der einen auch heute noch in Atem hält.“